# Carduus tenuiflorus
Il cardo minore (nome scientifico Carduus tenuiflorus Curtis, 1793)  è una pianta erbacea bienne angiosperma dicotiledone dai grandi capolini spinosi violetto-purpurei appartenente alla famiglia delle Asteraceae.

## Etimologia
Il nome del genere (Carduus) deriva dal latino (= “cardo” in italiano) che a sua volta potrebbe derivare da una parola greca il cui significato si avvicina al nostro vocabolo “rapare”; ma altre ricerche farebbero derivare da un'altra radice, sempre greca,  “ardis”  (= “punta dello strale”), alludendo ovviamente alla spinosità delle piante di questo genere. L'epiteto specifico (tenuiflorus) deriva dal latino e significa “a fiori delicati”.

Il binomio scientifico attualmente accettato (Carduus tenuiflorus) è stato proposto dal botanico inglese William Curtis (Alton, 11 gennaio 1746 – Brampton, 7 luglio 1799) nella pubblicazione Flora londinensis del 1793.

## Descrizione

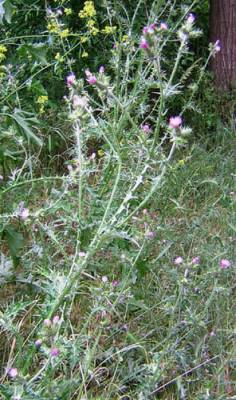
Il portamento

È una pianta eretta che può raggiungere dai 2 ai 7 dm (20 dm in America). La forma biologica della specie è emicriptofita bienne (H bienn); ossia sono piante perennanti per mezzo di gemme poste al suolo con un ciclo di crescita biennale: significa che il primo anno produce al più una bassa rosetta basale di foglie, mentre il secondo anno fiorisce completamente. In alcuni casi può essere considerata anche terofita scaposa (T scap) e quindi a ciclo biologico annuo. L'indumento di queste piante può essere tomentoso con peli unicellulari.

### Radici
Le radici sono grosse e servono anche da ancoraggio oltre che da alimentazione.

### Fusto
La parte aerea del fusto è eretta, ramosa-corimbosa verso l'alto e alata (le ali possono essere discontinue, ma raggiungono a volte l'infiorescenza) con spine irregolari ma robuste lunghe 10 – 15 mm (denti delle ali di 25 mm). La superficie può essere pubescente-ragnatelosa.

### Foglie
Le foglie sono di due tipi: quelle basali che si sviluppano il primo anno e quelle cauline disposte in modo alterno. La lamina è a contorno lanceolato; la pagina inferiore è bianco-lanosa (tomentosa o pubescente-aracnoidea), quella superiore più o meno glabra; il bordo è percorso da spine lunghe 3 – 10 mm.
- Foglie basali: sono pennatolobate o pennatopartite con 6 - 10 copie di lobi o segmenti spinosi; sono rastremate verso il picciolo alato.
- Foglie cauline: quelle superiori sono sessili e progressivamente ridotte con lamina appena pennatosetta o largamente lineare e indivisa; le foglie superiori non superano i capolini.

Dimensioni delle foglie: larghezza 2 – 6 cm (massimo 15 cm); lunghezza 5 – 12 cm (massimo 40 cm).

### Infiorescenza
L'infiorescenza è formata da alcuni capolini (da 3 a 8, fino a 20) sessili e strettamente aggruppati. La struttura del capolino è quella tipica delle Asteraceae: un breve peduncolo sorregge un involucro a forma cilindrica o ellissoide (più lungo dei fiori), composto da diverse brattee (o squame) disposte su più serie in modo embricato che fanno da protezione al ricettacolo setoloso (pagliette diritte) sul quale s'inseriscono i fiori tubulosi. Le squame sono intere a forma lanceolata, appressate alla base; quelle mediane sono glabre sia sul bordo che nella nervatura centrale, mentre i margini sono membranosi; quelle inferiori sono poco più brevi delle altre, in genere sono bruscamente ristrette all'apice con una breve punta. Dimensione del capolino: larghezza 5 – 12 mm; lunghezza 15 – 22 mm. Dimensione dell'involucro: larghezza 5 – 12 mm; lunghezza 15 – 20 mm. Larghezza media delle squame: 1,5 – 5 mm. Larghezza dell'apice delle squame: 0,5 - 1,5 mm.

### Fiore
I fiori sono tutti del tipo tubuloso (il tipo ligulato, i fiori del raggio, presente nella maggioranza delle Asteraceae,  qui è assente), sono ermafroditi, attinoformi, tetra-ciclici (con quattro verticilli: calice – corolla – androceo – gineceo) e pentameri (ossia sia il calice che la corolla sono composti da cinque elementi).
- Formula fiorale :

- /x K {\displaystyle \infty }, [C (5), A (5)], G 2 (infero), achenio

- Calice: i sepali del calice sono ridotti ad una coroncina di squame.
- Corolla: la corolla ha una forma cilindrica (tubolare) terminante con 5 profondi lobi; il colore è purpureo-chiaro (raramente è biancastro). I lembi della corolla sono lunghi quanto il tubo. Lunghezza della corolla: 10 – 14 mm.
- Androceo: gli stami sono 5 con filamenti liberi, papillosi e pubescenti; le antere sono saldate fra di loro e formano un manicotto circondante lo stilo; sono inoltre caudate alla base.
- Gineceo: l'ovario è infero e uniloculare formato da 2 carpelli; lo stilo è unico con uno stimma terminale lungamente bifido e glabro. All'apice dello stilo è presente un ciuffo di peli. La superficie stigmatica è localizzata nella parte interna dello stilo.[16]
- Fioritura: da aprile a luglio.

### Frutti
I frutti sono degli acheni a superficie chiara (da marrone chiaro a grigio-marrone), glabri, ad inserzione basale e con una coroncina conico-troncata all'apice; la forma è ovoide di pochi millimetri (4 – 5 mm) con 10 – 13 nervi longitudinali. Gli acheni sono carrucolati; ossia hanno delle protuberanze per agevolare il distacco dei semi. Il pappo è formato da setole semplici e diritte, connate alla base e disposte in un anello deciduo in un unico pezzo; i margini delle setole sono scabri o con fine barbe e avvolgono per 4/5 i fiori. Lunghezza delle setole: 10 – 15 mm.

## Biologia
- Impollinazione: l'impollinazione avviene tramite insetti (impollinazione entomogama).
- Riproduzione: la fecondazione avviene fondamentalmente tramite l'impollinazione dei fiori (vedi sopra).
- Dispersione: i semi cadendo a terra (dopo essere stati trasportati per alcuni metri dal vento per merito del pappo – disseminazione anemocora) sono successivamente dispersi soprattutto da insetti tipo formiche (disseminazione mirmecoria).

## Distribuzione e habitat

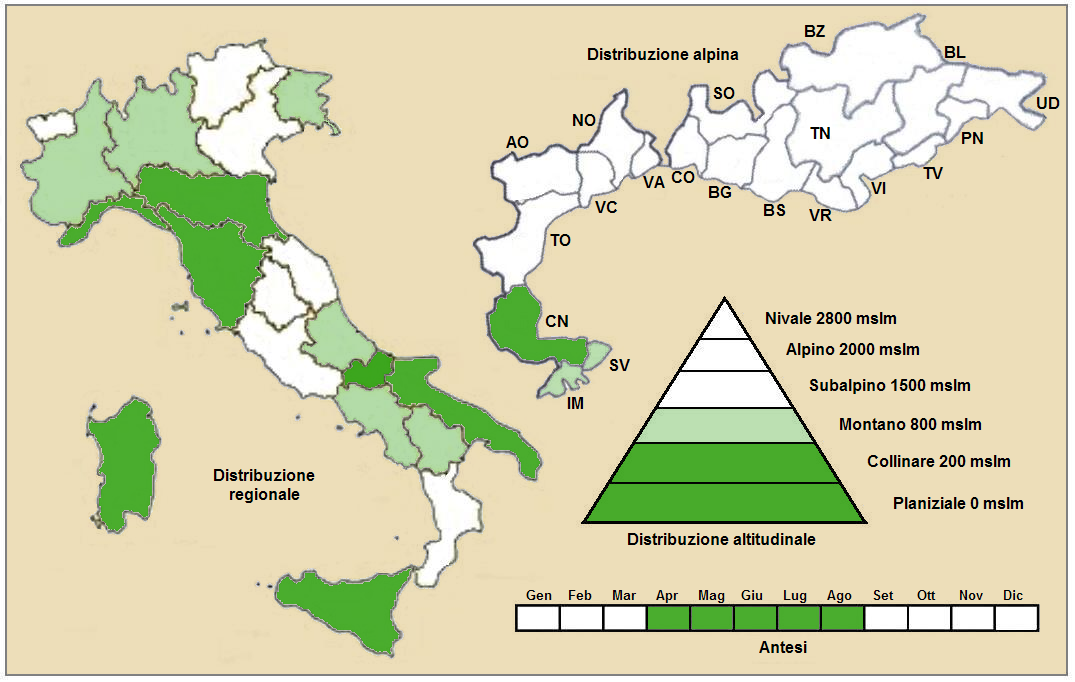
Distribuzione della pianta
(Distribuzione regionale – Distribuzione alpina)

- Geoelemento: il tipo corologico (area di origine) è Ovest Europeo (Sub-atlantico).
- Distribuzione: la distribuzione in Italia è discontinua (nord, sud e isole); nelle Alpi è presente nelle province occidentali; oltreconfine, sempre nelle Alpi, si trova in Francia (dipartimenti di Alpes-de-Haute-Provence, Alpes-Maritimes, Drôme e Savoia) e in Svizzera (cantone di Berna); sugli altri rilievi europei si trova nel Massiccio del Giura, Massiccio Centrale e Pirenei.[19] Fuori dall'Europa si trova nell'Africa mediterranea occidentale, è presente in Asia (Cina e India), mentre è considerata naturalizzata in Australia, America del Nord e del Sud.[20]
- Habitat: l'habitat tipico per questa specie sono gli incolti aridi, ambienti ruderali e scarpate. Il substrato preferito è sia calcareo che siliceo con pH neutro, alti valori nutrizionali del terreno che deve essere arido.
- Distribuzione altitudinale: sui rilievi queste piante si possono trovare fino a 800 m s.l.m.; frequentano quindi i seguenti piani vegetazionali: collinare e in parte quello montano (oltre a quello planiziale – a livello del mare).

### Fitosociologia

#### Areale alpino
Dal punto di vista fitosociologico alpino questa sottospecie appartiene alla seguente comunità vegetale:
Formazione: delle comunità terofitiche pioniere nitrofile
Classe: Stellarietea mediae

#### Areale italiano
Per l'areale completo italiano Carduus tenuiflorus appartiene alla seguente comunità vegetale:
Macrotipologia: vegetazione erbacea sinantropica, ruderale e megaforbieti.
Subclasse: Chenopodio-stellarienea Rivas Goday, 1956
Ordine: Chenopodietalia-muralis Br.-Bl. in Br.-Bl., Gajewski, Wraber & Walas, 1936
Alleanza: Chenopodion muralis Br.-Bl., Gajewski, Wraber & Walas, 1936
Descrizione. L'alleanza Chenopodion muralis è relativa alle comunità nitrofile in ambienti urbani e rurali a ciclo estivo-autunnale. Lo sviluppo di questa cenosi avviene ai bordi delle strade, alla base dei muri e sui depositi di macerie, nei territori a bioclima mediterraneo. Distribuzione: questa alleanza, data la facile dispersione e germinazione delle sue specie, è presente in molte aree, anche lontane dalla regione mediterranea. Quindi si è diffusa in tutti i paesi del Mediterraneo, della Gran Bretagna, Paesi Bassi e Germania settentrionale.
Specie presenti nell'associazione: Xanthium spinosum, Atriplex tatarica, Atriplex prostrata (sub Atriplex hastata), Ecballium elaterium, Urtica urens, Erigeron bonariensis (sub Erigeron crispus), Bromus sterilis, Urtica pilulifera, Urtica urens, Ballota nigra subsp. foetida, Hyoscyamus niger, Solanum lycopersicum, Solanum nigrum, Galium aparine, Arctium minus, Silybum marianum, Sisymbrium irio, Erodium chium, Hyoscyamus albus, Chenopodium multifidum, Chenopodium ambrosioides, Amaranthus deflexus, Onopordum tauricum, Onopordum acanthium, Datura stramonium, Carduus tenuiflorus e Scolymus hispanicus.

## Tassonomia
La famiglia di appartenenza di questa voce (Asteraceae o Compositae, nomen conservandum) probabilmente originaria del Sud America, è la più numerosa del mondo vegetale, comprende oltre 23.000 specie distribuite su 1.535 generi, oppure 22.750 specie e 1.530 generi secondo altre fonti (una delle checklist più aggiornata elenca fino a 1.679 generi). La famiglia attualmente (2021) è divisa in 16 sottofamiglie.
Cardueae è una delle 4 tribù della sottofamiglia. La tribù Cardueae a sua volta è suddivisa in 12 sottotribù (la sottotribù Carduinae è una di queste).  Il genere Carduus elenca 92 specie distribuite in Eurasia e parte in Africa del nord, delle quali una ventina sono presenti spontaneamente sul territorio italiano.

### Filogenesi
Il genere di questa voce è inserito nel gruppo tassonomico della sottotribù Carduinae. In precedenza provvisoriamente era inserito nel gruppo tassonomico informale "Carduus-Cirsium Group". La posizione filogenetica di questo gruppo nell'ambito della sottotribù è abbastanza vicina al "core" della sottotribù (con il genere Cirsium forma un "gruppo fratello") e dalle analisi molecolari è stato calcolato in 7,2 milioni di anni fa la separazione di questo genere dal resto del gruppo.
Il numero cromosomico di Carduus tenuiflorus è: 2n = 54..
I caratteri distintivi di questa specie nell'ambito del genere sono:
- le foglie sono glabre di sopra e pubescenti-aracnoidee di sotto ed hanno 2 - 5 segmenti per lato;
- le infiorescenze sono formate da 2 - 5 capolini;
- la forma dell'involucro è più o meno cilindrico;
- le brattee involucrali medie sono larghe da 1,5 a 3 mm;
- gli acheni sono lunghi 4 – 5 mm.

Questi caratteri sono condivisi con le seguenti specie (tra parentesi sono indicati alcuni caratteri distintivi della specie):
- Carduus pycnocephalus L., 1763 - Cardo saettone (le foglie hanno 2 - 5 segmenti per lato).
- Catduus sardous DC. - Cardo di Sardegna (le foglie hanno 6 - 8 segmenti per lato; le brattee esterne dell'involucro finiscono gradualmente in una lunga punta apicale).

Le tre specie citate sopra sono molto affini con dei rapporti tassonomici da chiarire insieme alla specie C. membranaceus Lojac., 1903 la cui esistenza è dubbia e la specie balcanica C. angusticeps H. Lindb..

### Sottospecie
Per questa specie è riconosciuta la seguente sottospecie:
- Carduus tenuiflorus subsp. sardous (DC.) Gamisans, Piquemal & Schlüssel, 2004 - Distribuzione: Francia e Italia (Sardegna)

### Ibridi
Nell'elenco seguente sono indicati alcuni ibridi interspecifici (non sempre gli ibridi sono riconosciuti da tutte le checklist):
- Carduus × grassensis Briq. & Cavillier in Burnat, 1931 - Ibrido con Carduus acanthoides
- Carduus × meratii Arènes, 1949 - Ibrido con Carduus crispus subsp. multiflorus
- Carduus × theriotii Rouy., 1905 - Ibrido con Carduus pycnocephalus

### Sinonimi
Questa entità ha avuto nel tempo diverse nomenclature. L'elenco seguente indica alcuni tra i sinonimi più frequenti:
- Carduus argiroa Nyman
- Carduus argyroa Kunze
- Carduus corbariensis Timb.-Lagr. & Thévenau, 1874
- Carduus malacitanus Boiss. & Reut., 1852
- Carduus microcephalus Gaudin
- Carduus pycnocephalus subsp. tenuiflorus (Curtis) Batt.
- Carduus pycnocephalus var. corbariensis (Timb.-Lagr. & Thévenau) Rouy
- Carduus pycnocephalus var. spinulosus Pau
- Carduus pycnocephalus var. tenuiflorus (Curtis) Ball
- Carduus pycnocephalus Linnaeus var. tenuiflorus (Curtis) Fiori
- Carduus syncephalus Rchb.f.
- Carduus tenuiflorus subsp. tenuiflorus
- Carduus tenuiflorus var. tenuiflorus

### Specie simili
Tutti i cardi sono molto simili tra di loro. Nell'elenco sottostante sono indicate alcune specie principalmente abitatrici dell'arco alpino con le caratteristiche più differenti rispetto alla specie di questa voce:
- Carduus acanthoides L. - Cardo branca-orsina: il fusto è poco ramoso con pochi capolini terminali; le foglie superiori hanno la lamina ristretta e pennatosetta; la pagina inferiore delle foglie è cosparsa di peli pluricellulari crespi; tutta la pianta è molto spinosa con spine rigide.
- Carduus personata (L.) Jacq. - Cardo bardana: il fusto è ampiamente ramoso con diversi capolini terminali; le foglie superiori hanno la lamina ben sviluppata.
- Carduus defloratus L. - Cardo decapitato: il fusto non è alato e il capolino è solitario e incurvato appena sotto l'infiorescenza; le foglie sono glabre a lamina lanceolata e bordi interi percorsi da deboli spine.
- Carduus crispus L. - Cardo crespo: la pagina inferiore delle foglie è cosparsa di peli unicellulari lisci; le spine in genere sono più deboli.
- Carduus pycnocephalus L. - Cardo a capolini densi: il fusto ha delle spine robuste; i capolini hanno un involucro cilindrico allungato e sono riuniti in un numero maggiore; le squame mediane sono cigliate sui bordi.
- Carduus nutans L. - Cardo pendente: le squame mediane dell'involucro presentano nella zona mediana una strozzatura; i capolini sono inclinati.

## Altre notizie
Il cardo a capolini gracili in altre lingue viene chiamata nei seguenti modi:
- (DE)  Schmalköpfige Distel
- (FR)  Chardon à capitules grèles
- (EN)  Slender Thistle